# مهدی عربشاهی

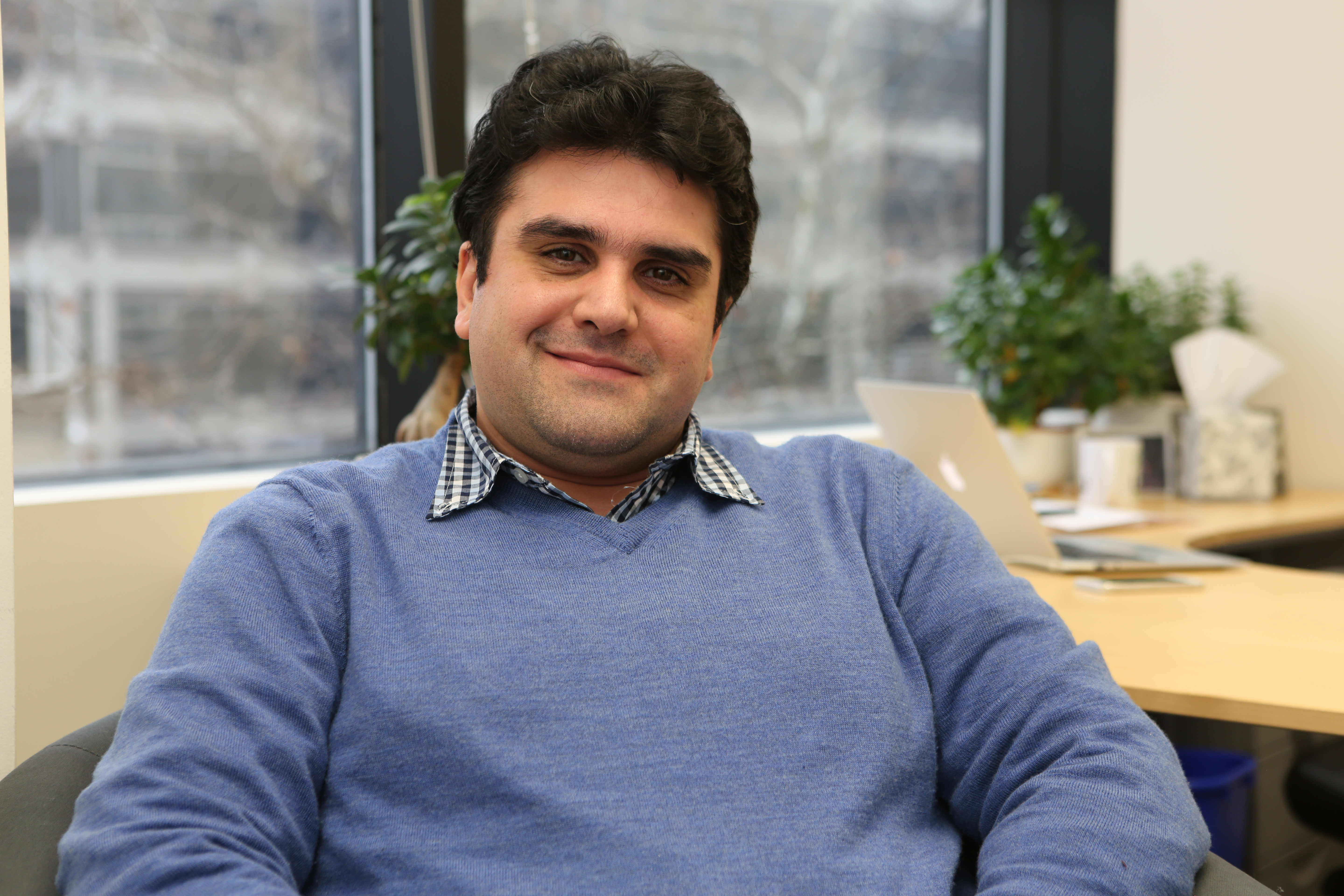
مهدی عربشاهی

مهدی عربشاهی (زادهٔ ۱۳۵۹ در تهران) تحلیل‌گر و فعال سیاسی جمهوری‌خواه است. او عضو شورای مرکزی و دبیر تشکیلات دفتر تحکیم وحدت در سال‌های ۱۳۸۵ تا ۱۳۸۹ بود. عربشاهی در حال حاضر عضو هیئت سیاسی-اجرایی و دبیر تشکیلات همبستگی جمهوری‌خواهان ایران است.

## زندگی
عربشاهی فعالیت دانشجویی خود را از دانشگاه زنجان آغاز کرد. او در این دانشگاه دانشجوی کارشناسی مهندسی برق (الکترونیک) بود. عربشاهی با عضویت در انجمن اسلامی دانشجویان دانشگاه زنجان، دو دوره با رای دانشجویان به عنوان عضو شورای مرکزی این تشکل دانشجویی انتخاب شد که سال اول مسئول واحد سیاسی و سال دوم دبیر انجمن و مسئول واحد تشکیلات بود. او همچنین از سال ۱۳۸۰ تا ۱۳۸۴ نماینده دانشگاه زنجان در شورای عمومی دفتر تحکیم وحدت بود.
عربشاهی سال ۱۳۸۵ در دوره کارشناسی ارشد مدیریت تکنولوژی (انتقال تکنولوژی) دانشگاه علامه طباطبایی پذیرفته شد. او در این سال به عنوان دانشجوی ستاره دار (دو ستاره) اجازه ثبت‌نام پیدا کرد. عربشاهی در اسفند همین سال به عضویت در شورای مرکزی دفتر تحکیم وحدت انتخاب شد. او در اولین دوره عضویت در شورای مرکزی دفتر تحکیم وحدت دبیر سیاسی این اتحادیه دانشجویی بود.

## بازداشت و زندان
۱۸ تیر ماه ۱۳۸۶ عربشاهی همراه با سایر اعضای شورای مرکزی دفتر تحکیم وحدت در مقابل در دانشگاه پلی تکنیک تحصن کرد که بازداشت شده و به زندان اوین منتقل شد.این بازداشت یک ماه طول کشید که تمام مدت در سلول انفرادی یا سلول چند نفره بود.
عربشاهی پس از آزادی نقش مهمی در سازماندهی تجمع روز دانشجو (۱۸ آذر ۱۳۸۶) داشت. محورهای این تجمع دانشجویی حمایت از صلح و نفی جنگ، آزادی دانشجویان بازداشت شده و سایر زندانیان سیاسی، اتحاد جنبش دانشجویی با سایر جنبش‌های اجتماعی و اعتراض به فضای سرکوب در دانشگاه‌ها و دفاع از آزادی‌های آکادمیک بود.
او شهریور ۱۳۸۷ مجدداً به عضویت در شورای مرکزی دفتر تحکیم وحدت انتخاب شد و این دوره دبیر تشکیلات اتحادیه شد. دفتر تحکیم وحدت در انتخابات ریاست جمهوری ۱۳۸۸ به‌طور مشروط از مهدی کروبی حمایت کرد. بعد از انتخابات و آغاز جنبش سبز اعضای دفتر تحکیم وحدت از فعالان این جنبش بودند. عربشاهی در عاشورای همان سال (۶ اسفند ۱۳۸۸) دوباره بازداشت و در زندان اوین زندانی شد. او این بار در بند ۲۴۰ اوین به‌طور انفرادی مدت زیادی در بازداشت بود و پس از آن که به سلول چند نفره منتقل شد دچار حمله قلبی شد.
عربشاهی با وثیقه ۲۰۰ میلیون تومان از زندان آزاد شد و در دادگاه از سوی قاضی یحیی پیرعباسی، ریاست وقت شعبه ۲۶ دادگاه انقلاب اسلامی محکوم به تحمل دو سال و شش ماه حبس تعزیری به اتهام اقدام علیه امنیت ملی و تبلیغ علیه نظام شد.

## مهاجرت و خروج از ایران
عربشاهی برای اجرای حکم زندان فراخوانده شد اما به علت بیماری و با نظر پزشکی قانونی اجرای این حکم متوقف شد. او که پیش از دفاع از پایان‌نامه کارشناسی ارشد از دانشگاه علامه طباطبایی اخراج و از تحصیل محروم شده بود، در نهایت برای ادامه تحصیل از کشور خارج شد. او دوره کارشناسی ارشد مدیریت و سیاست‌گذاری عمومی را در کالج راکفلر دانشگاه ایالتی نیویورک به اتمام رساند. عربشاهی در حال حاضر به عنوان تحلیل‌گر مسائل سیاسی ایران در رسانه‌های فارسی‌زبان خارج از کشور مانند ایران اینترنشنال و بی‌بی‌سی فارسی حضور می‌یابد.